# خایمه پندو
خایمه پندو (انگلیسی: Jaime Penedo؛ زادهٔ ۲۶ سپتامبر ۱۹۸۱) بازیکن فوتبال اهل پاناما است.
از باشگاه‌هایی که در آن بازی کرده‌است می‌توان به باشگاه فوتبال کالیاری، باشگاه فوتبال اوساسونا، باشگاه فوتبال لس‌آنجلس گلکسی و باشگاه فوتبال دینامو بخارست اشاره کرد.
وی همچنین در تیم ملی فوتبال پاناما بازی کرده‌است.